# Rhion pallidum
Rhion pallidum là một loài nhện trong họ Dictynidae. Chúng được Octavius Pickard-Cambridge miêu tả năm 1870, và chỉ được tìm thấy ở Sri Lanka.